# Manuel Hartl
Manuel Hartl (* 31. Dezember 1985 in Linz) ist ein ehemaliger österreichischer Fußballspieler auf der Position eines Mittelfeldspielers.

## Karriere
Hartl begann seine Karriere im Jahr 1992 im Nachwuchsbereich der Union Babenberg in Oberösterreich. 1996 wechselte er in die Jugendabteilung des SK Admira Linz und im Jahr 2002 weiter zum ASKÖ Pasching, bei dem er es über die Jugend und die Amateure, die zu dieser Zeit in einer Spielgemeinschaft (SPG) mit dem SK St. Magdalena antraten, auch zu ersten Einsätzen für die erste Mannschaft im Profibereich brachte. Mit der SPG wurde er 2003/04 Meister der OÖ Liga und stieg in die drittklassige Regionalliga Mitte auf. 2004 wurde er in den Kader der ersten Mannschaft geholt.
Der Mittelfeldspieler gab sein Debüt in der Bundesliga am 29. Mai 2005 gegen den FC Wacker Tirol, als er zur Halbzeit für Michael Baur eingewechselt wurde. Das Spiel endete 1:1. Eine Saison später kam er abermals auf einen Bundesligaeinsatz. Danach wurde Hartl bis 2008 immer wieder an den SC Schwanenstadt verliehen.
Nach der Übersiedlung der Schwanenstädter nach Niederösterreich unter dem neuen Namen FC Magna Wiener Neustadt blieb Manuel Hartl dem Verein treu. Obwohl Hartl in Schwanenstadt noch Stammspieler gewesen war, kam er beim FC Magna Wiener Neustadt nur als Ergänzungsspieler zum Zug. Nach nur vier Einsätzen beim SC Magna wechselte er im Jänner 2009 zum FC Lustenau 07 und von dort nach sechs Meisterschaftseinsätzen zum FC Pasching nach Oberösterreich. Ab der Saison 2010/11 spielte er beim FC Blau-Weiß Linz, 2013 wechselte er zum SV Horn. Im Sommer 2014 wechselte Hartl zum SKN St. Pölten. 2016 konnte er mit dem SKN St. Pölten in die Bundesliga aufsteigen.
Zur Saison 2017/18 kehrte er zum Zweitligisten BW Linz zurück, bei dem er einen bis Juni 2020 gültigen Vertrag erhielt. Zur Saison 2019/20 wechselte er zum Regionalligisten WSC Hertha Wels.
Aufgrund der COVID-19-Pandemie kam er nur in elf Ligaspielen zum Einsatz und erzielte dabei ein Tor. Im Sommer 2020 ließ er seine Karriere bei der Union Rohrbach/Berg in der fünftklassigen Landesliga Ost ausklingen. In der ebenfalls durch die Pandemie eingeschränkte Liga kam er in ebenfalls elf Meisterschaftsspielen zum Einsatz und kam dabei dreimal zum Torerfolg. Seinen Spielerpass hinterlegte er in weiterer Folge bei der Union Herzogsdorf-Neußerling, ohne jedoch jemals für diese zum Einsatz zu kommen.
Heute (Stand: 2025) ist Hartl als Fitnesstrainer und Masseur tätig. Während seiner ersten Station bei Blau-Weiß Linz begann er berufsbegleitend seine Ausbildung an der Vitalakademie.
Hartl lebt in einer Ehe und ist Familienvater.